# Июльское наступление войск КНД (1953)
Июльское наступление войск КНД или Битва при Кумсонге (англ. Battle of Kumsong) — последнее сражение Корейской войны. Военная операция, проводившаяся так называемыми китайскими народными добровольцами 13 — 27 июля 1953 года с целью улучшения позиций в Кымсонском выступе.

## Предыстория
31 марта 1953 года были возобновлены переговоры в Пханмунджоме. К концу июня были согласованы все пункты повестки конференции. Однако с возобновлением переговоров о перемирии южнокорейское правительство начало широкую кампанию, направленную на их срыв, угрожая «продолжить боевые действия самостоятельно». В связи с этим командование китайских народных добровольцев приняло решение провести с 23 по 28 июля наступательную операцию с целью разгрома частей Столичной, 6-й, 8-й и 3-й южнокорейских пехотных дивизий и овладения районом южнее и юго-восточнее Кымсон.

## Ход боевых действий
В 21 час 13 июля 1953 года войска 20-й армии КНД перешли в наступление. К 11 часам 14 июля они продвинулись в глубину вражеской обороны на 3-6 км. С целью сохранения живой силы и техники части Столичной, 6-й и 8-й южнокорейских пехотных дивизий начали поспешный отход на юг; одновременно к району боевых действий стали подтягиваться находившиеся в резерве части 5-й и 11-й пехотных дивизий.
Используя то, что в условиях дождя противник не мог применять авиацию, войска 20-й армии КНД к исходу 14 июля продвинулись ещё на 3-8 км. Корпуса получили задачу закрепиться на достигнутом рубеже, пополнить боеприпасы и продовольствие, эвакуировать трофейную технику, а передовыми отрядами продолжать преследование отходившего противника в южном направлении.
Передовые отряды, выполняя поставленные задачи, преследовали отступающие южнокорейские части вплоть по 16 июля, пока не были остановлены контратаками подошедших частей 3-й американской и 5-й и 1-й южнокорейских пехотных дивизий. Потребовалось девять южнокорейских и американских дивизий для блокирования и контратаки, чтобы остановить наступление Китая и вернуть часть утраченной территории. 
В сложившейся обстановке командование войск КНД решило, сдерживая арьергардами контратакующие части противника, отвести главные силы 67-го и 60-го армейских корпусов на северный берег реки Кымсончхён, где и закрепиться. В первой половине дня 18 июля части 67-го и 60-го армейских корпусов начали отход, а к концу дня заняли указанный им для обороны рубеж. Все попытки противника прорваться в северном направлении были отражены войсками 20-й армии.

## Результаты
В результате наступления на фронте в 45 км войска китайских добровольцев, продвинувшись за трое суток на 15 км, ликвидировали вдававшийся в их оборону выступ и выровняли линию фронта, впоследствии отразив все контрудары противника. Цена, которую КНД заплатили за проведение крупного наступления, была чрезвычайно высока: более 28 000 человек.
27 июля 1953 года было подписано перемирие, и боевые действия по всему фронту были прекращены.